# Sportforum Sojus 31
Lo Sportforum Sojus 31 è uno stadio sito nella città tedesca di Zwickau, in Sassonia. Dal punto di vista calcistico, ha ospitato dal 2010 al 2016 le gare casalinghe della principale squadra cittadina, il FSV Zwickau.
È intitolato alla memoria della navicella spaziale Soyuz 31, che nel 1978 portò nello spazio Sigmund Jähn, primo astronauta/cosmonauta della storia di nazionalità tedesca.

## Storia
Nel 2010, a seguito della decisione dell'amministrazione cittadina di Zwickau di dismettere e convertire in spazio ricreativo polivalente il vecchio Westsachsenstadion, il FSV Zwickau (che fino ad allora vi aveva disputato le gare interne) dovette trasferire il proprio terreno casalingo presso lo Sportforum, fino ad allora adottato principalmente quale campo di atletica leggera.
Nell'estate del 2011 vennero pertanto rimosse le tribune mobili presenti al Westsachsenstadion, che furono rimontate ai bordi del campo dello Sportforum, allo scopo di aumentarne la capienza a 2.500 posti.
La natura provvisoria della struttura ha causato problemi di sicurezza, segnatamente allorché le tifoserie ospiti cercarono di smontare le tribune montate intorno al terreno di gioco e ha talora costretto il FSV a giocare in campo neutro le gare a maggior afflusso di pubblico.
L'impianto è stato usato dal FSV fino alla fine della stagione 2015-2016, quando è stato completato il nuovo Stadion Zwickau.